# Стојиљковић
Стојиљковић је српско презиме које се може односити на следеће особе:
- Влајко Стојиљковић (1937–2002), министар унутрашњих послова Југославије
- Властимир Ђуза Стојиљковић (1929–2015), глумац и певач
- Георгина Стојиљковић (1988), манекенка
- Никола Стојиљковић (1992), фудбалски нападач